# Norpanjärvi
Norpanjärvi är en sjö i Finland. Den ligger i kommunen Karleby i landskapet Mellersta Österbotten, i den centrala delen av landet, 400 km norr om huvudstaden Helsingfors. Norpanjärvi ligger 97,2 meter över havet. I omgivningarna runt Norpanjärvi växer i huvudsak blandskog. Arean är 28 hektar och strandlinjen är 3,4 kilometer lång. Sjön  ingår i Perho å huvudavrinningsområde. 